# Cratere Gamboa
Gamboa  è un cratere sulla superficie di Marte.